# イレブンティ
イレブンティは、蝶のアイコンを持つポロシャツのブランド。オーナーであるマルコ・バルダッサーリがデザイナーも務めている。イタリアのピエモンテ州に拠点を置いている。